# ほの蒼き瞳
『ほの蒼き瞳』（ほのあおきひとみ、原題：The Pale Blue Eye）は、2022年制作のアメリカ合衆国のミステリ映画。
ルイス・ベイヤード原作の小説『陸軍士官学校の死』を『ファーナス/訣別の朝』『荒野の誓い』に続き3度目のタッグとなるクリスチャン・ベール主演、スコット・クーパー監督で映画化。2022年12月23日より一部劇場で公開された後、2023年1月6日よりNetflixで配信。

## あらすじ
1830年のある冬の日の早朝、ニューヨーク州ウェストポイントにある陸軍士官学校において起こった士官候補生惨殺事件をひそかに調査するため、世の中に嫌気がさした様子の元刑事オーガスタス・ランドーが雇われる。
沈黙を守ろうとする士官学生たちに阻まれるなか、元刑事は、後にエドガー・アラン・ポーとして世界に知られるようになる1人の若い士官学生に捜査協力を求め、共に事件の謎を追っていく。

## キャスト
※括弧内は日本語吹替。
- オーガスタス・ランドー：クリスチャン・ベール（内田夕夜）
- エドガー・アラン・ポー：ハリー・メリング（入野自由）
- ジュリア・マークウィス：ジリアン・アンダーソン（水野ゆふ）
- リア・マークウィス：ルーシー・ボイントン（米本早希）
- パッツィ：シャルロット・ゲンズブール（岡本麻弥）
- ダニエル・マークウィス：トビー・ジョーンズ（飛田展男）
- アーティマス・マークウィス：ハリー・ローティー（星野佑典）
- ヒッチコック：サイモン・マクバーニー（平林剛）
- セアー：ティモシー・スポール（茶風林）
- ランドルフ・バリンジャー：フレッド・ヘッキンジャー
- ハドリー・ロビンソン
- ジョーイ・ブルックス
- ブレナン・クック
- ギデオン・グリック
- マット・ヘルム
- スティーヴン・マイアー
- チャーリー・ターハン
- ジャン・ぺぺ：ロバート・デュヴァル（勝部演之）